# Svartträsket (Jokkmokks socken, Lappland)
Svartträsket är en sjö i Jokkmokks kommun i Lappland och ingår i Luleälvens huvudavrinningsområde. Sjön har en area på 0,0712 kvadratkilometer och ligger 316,1 meter över havet.

## Delavrinningsområde
Svartträsket ingår i det delavrinningsområde (738889-171103) som SMHI kallar för Mynnar i Porsidammen. Medelhöjden är 265 meter över havet och ytan är 21,53 kvadratkilometer. Det finns inga avrinningsområden uppströms utan avrinningsområdet är högsta punkten. Kalluddbäcken som avvattnar avrinningsområdet har biflödesordning 2, vilket innebär att vattnet flödar genom totalt 2 vattendrag innan det når havet efter 143 kilometer. Avrinningsområdet består mestadels av skog (78 procent) och sankmarker (19 procent). Avrinningsområdet har 0,3 kvadratkilometer vattenytor vilket ger det en sjöprocent på 1,4 procent.